# Indigofera semitrijuga
Indigofera semitrijuga är en ärtväxtart som beskrevs av Peter Forsskål. Indigofera semitrijuga ingår i släktet indigosläktet, och familjen ärtväxter. Inga underarter finns listade i Catalogue of Life.